# Friedrich Roderfeld
Friedrich Roderfeld (ur. 31 lipca 1943 w Lippstadt) – niemiecki lekkoatleta, sprinter, wicemistrz Europy z 1966. W czasie swojej kariery reprezentował Republikę Federalną Niemiec.
Wystąpił w ramach wspólnej reprezentacji Niemiec na igrzyskach olimpijskich w 1964 w Tokio w biegu na 200 metrów, ale odpadł w ćwierćfinale.
Zdobył srebrny medal w sztafecie 4 × 400 metrów na mistrzostwach Europy w 1966 w Budapeszcie (sztafeta RFN biegła w składzie: Roderfeld, Jens Ulbricht, Rolf Krüsmann i Manfred Kinder). Roderfeld zajął również 6. miejsce w finale biegu na 200 metrów.
Był mistrzem RFN w biegu na 400 metrów w 1967, wicemistrzem w biegu na 100 metrów w 1964 i brązowym medalistą w 1962 oraz wicemistrzem w biegu na 200 metrów w 1963 i 1966.
Reprezentował klub Rot-Weiß Oberhausen.